# Impulso infernal
Impulso infernal, Impulso (Impulse en inglés) es una película de suspense y ciencia ficción estadounidense de 1984 dirigida por Graham Baker y protagonizada por Tim Matheson, Meg Tilly y Hume Cronyn.

## Argumento
Jennifer recibe una llamada y viaja a su pueblo natal del medio oeste, para estar con su familia, acompañada por su novio Stuart.

Un débil terremoto, provoca daños menores en las estructuras.

Los vecinos de la pequeña localidad rural comienzan a mostrar extraños  comportamientos, en los que dominan los impulsos básicos. 
La rotura de las juntas de las tuberías por la que discurren los residuos tóxicos que contaminan el suministro de  la leche del pueblo. Stuart y Jennifer (Tim Matheson y Meg Tilly) se dirigen al pueblo para visitar a la madre de la última, la cual se encuentra hospitalizada tras intentar suicidarse. Pronto, ambos se percatan de que hay algo extraño de los habitantes, que muestran signos de agresividad y comportamientos sexuales extremos.

## Reparto
| Actor             | Personaje        |
| ----------------- | ---------------- |
| Tim Matheson      | Stuart           |
| Meg Tilly         | Jennifer         |
| Hume Cronyn       | Dr. Carr         |
| John Karlen       | Bob Russell      |
| Bill Paxton       | Eddie            |
| Amy Stryker       | Margo            |
| Claude Earl Jones | Sheriff          |
| Robert Wightman   | Howard           |
| Lorinne Vozoff    | Sra. Russell     |
| Peter Jason       | Hombre en camión |